# Meioneta
Meioneta Hull, 1920 è un genere di ragni appartenente alla famiglia Linyphiidae.

## Distribuzione
Le 149 specie oggi note di questo genere hanno diffusione pressoché cosmopolita; le sei specie dall'areale più vasto sono la M. affinis, la M. fuscipalpa, la M. gulosa, la M. mollis, la M. nigripes e la M. rurestris, tutte reperite in diverse località dell'intera regione paleartica.

## Tassonomia
Alcuni autori (fra i quali spicca Tanasevitch in un suo lavoro (1988b)) continuano a ritenere Meioneta Hull, 1920 come sottogenere di Agyneta Hull, 1911 (contra lavori di Millidge (1977) e di Merrett, Locket & Millidge (1985)), anche se Saaristo & Koponen, nell'ultima pubblicazione al riguardo (1998) non hanno fornito ulteriori elementi di prova della tesi sostenuta.
Considerato un sinonimo anteriore di Eupolis O. P.-Cambridge, 1900, a seguito di un lavoro dell'aracnologo Bristowe del 1941; e di Aprolagus Simon, 1929 a seguito di uno studio di Wunderlich (1973b), contra un contemporaneo lavoro di Saaristo (1973b).
Ritenuto anche sinonimo anteriore di Syedrula Simon, 1929, a seguito di un lavoro di Millidge del 1977 e di Gnathantes Chamberlin & Ivie, 1943, secondo l'analisi effettuata sugli esemplari tipo Gnathantes ferosa Chamberlin & Ivie, 1943 dall'aracnologo Crawford nel 1988.
Le suddette considerazioni espresse nel lavoro di Saaristo (1973b) sono seguite anche dall'aracnologo Tanasevitch
Dal 2012 non sono stati esaminati esemplari di questo genere.
A dicembre 2012, si compone di 149 specie e 1 sottospecie secondo l'aracnologo Platnick; l'aracnologo Tanasevitch ritiene che tutte queste specie appartengono al genere Agyneta Hull, 1911, costituendone al più un sottogenere:
1. Meioneta adami Millidge, 1991 — Brasile
2. Meioneta affinis (Kulczyński, 1898) — Regione paleartica
3. Meioneta affinisoides (Tanasevitch, 1984) — Russia
4. Meioneta alaskensis Holm, 1960 — Russia, Mongolia, Alaska
5. Meioneta albinotata Millidge, 1991 — Colombia
6. Meioneta alboguttata Jocqué, 1985 — Isole Comore
7. Meioneta albomaculata Baert, 1990 — Isole Galapagos
8. Meioneta alpica (Tanasevitch, 2000) — Austria
9. Meioneta amersaxatilis (Saaristo & Koponen, 1998) — USA, Canada
10. Meioneta angulata (Emerton, 1882) — USA, Canada
11. Meioneta arida Baert, 1990 — Isole Galapagos
12. Meioneta atra Millidge, 1991 — Venezuela
13. Meioneta barrowsi Chamberlin & Ivie, 1944 — USA
14. Meioneta bermudensis (Strand, 1906) — Bermuda
15. Meioneta birulai (Kulczyński, 1908) — Russia
16. Meioneta birulaioides (Wunderlich, 1995) — Mongolia
17. Meioneta boninensis Saito, 1982 — Giappone
18. Meioneta brevipes (Keyserling, 1886) — USA, Alaska
19. Meioneta brevis Millidge, 1991 — Perù
20. Meioneta brusnewi (Kulczynski, 1908) — Russia
21. Meioneta canariensis (Wunderlich, 1987) — Isole Canarie
22. Meioneta castanea Millidge, 1991 — Cile
23. Meioneta cincta Millidge, 1991 — Colombia
24. Meioneta collina Millidge, 1991 — Colombia
25. Meioneta curvata Bosmans, 1979 — Kenya
26. Meioneta dactylata Chamberlin & Ivie, 1944 — USA
27. Meioneta dactylis Tao, Li & Zhu, 1995 — Cina
28. Meioneta decorata Chamberlin & Ivie, 1944 — USA
29. Meioneta decurvis Tao, Li & Zhu, 1995 — Cina
30. Meioneta dentifera Locket, 1968 — Nigeria, Angola
31. Meioneta depigmentata Wunderlich, 2008 — isole Azzorre
32. Meioneta discolor Millidge, 1991 — Colombia
33. Meioneta disjuncta Millidge, 1991 — Colombia
34. Meioneta emertoni (Roewer, 1942) — Canada
35. Meioneta equestris (L. Koch, 1881) — Europa Centrale, Ucraina
36. Meioneta evadens (Chamberlin, 1925) — USA
37. Meioneta exigua Russell-Smith, 1992 — Camerun, Nigeria
38. Meioneta fabra (Keyserling, 1886) — USA
39. Meioneta falcata Li & Zhu, 1995 — Cina
40. Meioneta ferosa (Chamberlin & Ivie, 1943) — USA
41. Meioneta fillmorana (Chamberlin, 1919) — USA
42. Meioneta flandroyae Jocqué, 1985 — Isole Comore
43. Meioneta flavipes Ono, 1991 — Giappone
44. Meioneta floridana (Banks, 1896) — USA
45. Meioneta fratrella (Chamberlin, 1919) — USA
46. Meioneta frigida Millidge, 1991 — Colombia
47. Meioneta fusca Millidge, 1991 — Perù
48. Meioneta fuscipalpa (C. L. Koch, 1836) — Regione paleartica
49. Meioneta fuscipes Chamberlin & Ivie, 1944 — USA
50. Meioneta gagnei Gertsch, 1973 — Hawaii
51. Meioneta galapagosensis Baert, 1990 — Isole Galapagos
52. Meioneta gracilipes Holm, 1968 — Camerun, Gabon, Congo, Kenya, Angola
53. Meioneta grayi Barnes, 1953 — USA
54. Meioneta gulosa (L. Koch, 1869) — Regione paleartica
55. Meioneta habra Locket, 1968 — Africa
56. Meioneta ignorata Saito, 1982 — Giappone
57. Meioneta imitata Chamberlin & Ivie, 1944 — USA
58. Meioneta innotabilis (O. P.-Cambridge, 1863) — Europa, Russia
59. Meioneta insolita Locket & Russell-Smith, 1980 — Nigeria
60. Meioneta insulana (Tanasevitch, 2000) — Sakhalin, Isole Curili
61. Meioneta iranica (Tanasevitch, 2011) — Iran
62. Meioneta jacksoni Braendegaard, 1937 — USA, Canada, Groenlandia
63. Meioneta kaszabi Loksa, 1965 — Russia, Kazakistan, Mongolia
64. Meioneta kopetdaghensis (Tanasevitch, 1989) — Asia Centrale
65. Meioneta laimonasi (Tanasevitch, 2006) — Russia
66. Meioneta larva Locket, 1968 — Angola
67. Meioneta lauta Millidge, 1991 — Perù
68. Meioneta leucophora Chamberlin & Ivie, 1944 — USA
69. Meioneta levii (Tanasevitch, 1984) — Russia
70. Meioneta levis Locket, 1968 — Angola
71. Meioneta llanoensis (Gertsch & Davis, 1936) — USA
72. Meioneta longipes Chamberlin & Ivie, 1944 — USA
73. Meioneta lophophor (Chamberlin & Ivie, 1933) — USA, Alaska
74. Meioneta luctuosa Millidge, 1991 — Venezuela
75. Meioneta manni Crawford & Edwards, 1989 — USA
76. Meioneta maritima (Emerton, 1919) — Russia, Canada
77. Meioneta mediocris Millidge, 1991 — Colombia
78. Meioneta mendosa Millidge, 1991 — Colombia
79. Meioneta meridionalis (Crosby & Bishop, 1936) — USA
80. Meioneta merretti Locket, 1968 — Angola
81. Meioneta mesasiatica (Tanasevitch, 2000) — Russia, Asia Centrale
82. Meioneta metropolis Russell-Smith & Jocqué, 1986 — Kenya
83. Meioneta micaria (Emerton, 1882) — USA
84. Meioneta milleri Thaler et al., 1997 — Repubblica Ceca, Slovacchia
85. Meioneta minorata Chamberlin & Ivie, 1944 — USA
86. Meioneta mollis (O. P.-Cambridge, 1871) — Regione paleartica
87. Meioneta mongolica Loksa, 1965 — Russia, Mongolia
88. Meioneta montana Millidge, 1991 — Ecuador
89. Meioneta montivaga Millidge, 1991 — Venezuela
90. Meioneta mossica Schikora, 1993 — dalla Gran Bretagna alla Russia
91. Meioneta natalensis Jocqué, 1984 — Sudafrica
92. Meioneta nigra Oi, 1960 — Russia, Mongolia, Cina, Corea, Giappone
93. Meioneta nigripes (Simon, 1884) — Canada, Groenlandia, Regione paleartica
  - Meioneta nigripes nivicola (Simon, 1929) — Francia
94. Meioneta obscura Denis, 1950 — Congo, Tanzania
95. Meioneta oculata Millidge, 1991 — Perù
96. Meioneta officiosa (Barrows, 1940) — USA
97. Meioneta opaca Millidge, 1991 — Colombia
98. Meioneta ordinaria Chamberlin & Ivie, 1947 — Alaska
99. Meioneta orites (Thorell, 1875) — Europa centrale
100. Meioneta palgongsanensis Paik, 1991 — Russia, Cina, Corea
101. Meioneta palustris Li & Zhu, 1995 — Cina
102. Meioneta paraprosecta (Tanasevitch, 2010) — Emirati Arabi Uniti
103. Meioneta parva (Banks, 1896) — USA
104. Meioneta picta Chamberlin & Ivie, 1944 — USA
105. Meioneta pinta Baert, 1990 — Isole Galapagos
106. Meioneta plagiata (Banks, 1929) — Panama
107. Meioneta pogonophora Locket, 1968 — Angola, Isole Seychelles
108. Meioneta prima Millidge, 1991 — Colombia
109. Meioneta propinqua Millidge, 1991 — Perù, Brasile
110. Meioneta propria Millidge, 1991 — Ecuador
111. Meioneta prosectes Locket, 1968 — Isola Sant'Elena, Africa
112. Meioneta prosectoides Locket & Russell-Smith, 1980 — Camerun, Nigeria
113. Meioneta proxima Millidge, 1991 — Colombia
114. Meioneta pseudofuscipalpis (Wunderlich, 1983) — Nepal
115. Meioneta pseudorurestris (Wunderlich, 1980) — Spagna, Cipro, Sardegna, Algeria, Tunisia
116. Meioneta pseudosaxatilis (Tanasevitch, 1984) — Russia, Kazakistan
117. Meioneta punctata (Wunderlich, 1995) — Grecia
118. Meioneta regina Chamberlin & Ivie, 1944 — USA
119. Meioneta resima (L. Koch, 1881) — Europa orientale
120. Meioneta ressli Wunderlich, 1973 — Germania, Svizzera, Austria
121. Meioneta ripariensis (Tanasevitch, 1984) — Russia
122. Meioneta rufidorsa Denis, 1961 — Francia
123. Meioneta rurestris (C. L. Koch, 1836) — Regione paleartica
124. Meioneta saaristoi (Tanasevitch, 2000) — Russia, Kazakistan
125. Meioneta saxatilis (Blackwall, 1844) — Europa, Russia
126. Meioneta semipallida Chamberlin & Ivie, 1944 — USA
127. Meioneta serrata (Emerton, 1909) — USA
128. Meioneta serratichelis Denis, 1964 — Sudan
129. Meioneta serratula (Wunderlich, 1995) — Mongolia
130. Meioneta sheffordiana (Dupérré & Paquin, 2007) — Canada
131. Meioneta silvae Millidge, 1991 — Perù
132. Meioneta similis (Kulczynski, 1926) — Islanda, Finlandia, Russia, Kazakistan
133. Meioneta simplex (Emerton, 1926) — USA, Canada
134. Meioneta simplicitarsis (Simon, 1884) — Europa, Russia, Kazakistan
135. Meioneta straminicola Millidge, 1991 — Colombia, Ecuador
136. Meioneta subnivalis (Tanasevitch, 1989) — Asia centrale
137. Meioneta tenuipes Ono, 2007 — Giappone
138. Meioneta tianschanica (Tanasevitch, 1989) — Kirghizistan
139. Meioneta tibialis (Tanasevitch, 2005) — Russia
140. Meioneta tincta Jocqué, 1985 — Isole Comore
141. Meioneta transversa (Banks, 1898) — Messico
142. Meioneta unicornis Tao, Li & Zhu, 1995 — Cina
143. Meioneta unimaculata (Banks, 1892) — USA
144. Meioneta usitata Locket, 1968 — Nigeria, Angola
145. Meioneta uta (Chamberlin, 1920) — USA
146. Meioneta uzbekistanica (Tanasevitch, 1984) — Asia Centrale
147. Meioneta vera (Wunderlich, 1976) — Queensland
148. Meioneta zebrina Chamberlin & Ivie, 1944 — USA
149. Meioneta zygia (Keyserling, 1886) — USA

### Specie trasferite
1. Meioneta arietans (O. P.-Cambridge, 1872); trasferita al genere Agyneta Hull, 1911[1].
2. Meioneta beijianensis Song, Zhou & Wang, 1989; trasferita al genere Mesasigone Tanasevitch, 1989.
3. Meioneta benoiti van Helsdingen, 1978; trasferita al genere Nesioneta Millidge, 1991.
4. Meioneta cheunghensis Paik, 1978; trasferita al genere Nippononeta Eskov, 1992.
5. Meioneta concava Oi, 1960; trasferita al genere Lepthyphantes Menge, 1866.
6. Meioneta demissa Locket, 1968; trasferita al genere Labullula Strand, 1913.
7. Meioneta formica (Emerton, 1882); trasferita al genere Tennesseellum Petrunkevitch, 1925.
8. Meioneta impavida Hull, 1950; trasferita al genere Pocadicnemis Simon, 1884.
9. Meioneta luteola (Banks, 1892); trasferita al genere Centromerus Dahl, 1886.
10. Meioneta minuta Oi, 1960; trasferita al genere Nippononeta Eskov, 1992
11. Meioneta nodosa Oi, 1960; trasferita al genere Nippononeta Eskov, 1992
12. Meioneta obliqua Oi, 1960; trasferita al genere Nippononeta Eskov, 1992
13. Meioneta pacificana (Berland, 1935); trasferita al genere Nesioneta Millidge, 1991.
14. Meioneta pentagona Oi, 1960; trasferita al genere Nippononeta Eskov, 1992.
15. Meioneta projecta Oi, 1960; trasferita al genere Nippononeta Eskov, 1992.
16. Meioneta rhomboidea Paik, 1985; trasferita al genere Crispiphantes Tanasevitch, 1992.
17. Meioneta sola Millidge & Russell-Smith, 1992; trasferita al genere Nesioneta Millidge, 1991.
18. Meioneta ungulata Oi, 1960; trasferita al genere Nippononeta Eskov, 1992.

### Sinonimi
1. Meioneta anopla (Chamberlin & Ivie, 1933); trasferita dal genere Microneta e posta in sinonimia con Meioneta uta (Chamberlin, 1920) a seguito di un lavoro di van Helsdingen (1973c)[1].
2. Meioneta beata (O. P.-Cambridge, 1906); posta in sinonimia con Meioneta affinis (Kulczyński, 1898) a seguito di uno studio di Wunderlich (1973b).
3. Meioneta beaufortensis Barnes, 1953; posta in sinonimia con Meioneta serrata (Emerton, 1909) a seguito di un lavoro di van Helsdingen (1973c).
4. Meioneta bialata Tao, Li & Zhu, 1995; posta in sinonimia con Meioneta birulai (Kulczyński, 1908) a seguito di uno studio di Tanasevitch (2011c).
5. Meioneta caulina Locket, 1968; posta in sinonimia con Meioneta gracilipes Holm, 1968 a seguito di un lavoro di Bosmans del 1979.
6. Meioneta cerea Locket, 1968; posta in sinonimia con Meioneta gracilipes Holm, 1968 a seguito di un lavoro di Bosmans del 1979.
7. Meioneta emertoni (Kaston, 1972); trasferita dal genere Centromerus Dahl, 1886, e posta in sinonimia con Meioneta serrata (Emerton, 1909) a seguito di uno studio dell'aracnologo van Helsdingen (1973c), che ne ritiene inutile il cambio della denominazione.
8. Meioneta explicata (O. P.-Cambridge, 1911); posta in sinonimia con Meioneta affinis (Kulczynski, 1898) a seguito di un lavoro di Bristowe del 1939, quando aveva la denominazione di Meioneta beata.
9. Meioneta excavata (O. P.-Cambridge, 1900); posta in sinonimia con Meioneta mollis (O. P.-Cambridge, 1871) a seguito di uno studio di Miller, 1947, quando gli esemplari erano ascritti all'ex.genere Aprolagus, e contra un lavoro di Bristowe del 1941 che pose in sinonimia questa specie con Meioneta rurestris (C. L. Koch, 1836).
10. Meioneta forensis (O. P.-Cambridge, 1872); esemplari trasferiti dall'ex-genere Aprolagus da Roewer e posti in sinonimia con Meioneta rurestris (C. L. Koch, 1836) a seguito di un lavoro di Wunderlich (1973b) sull'esemplare femminile; quello maschile è risultato essere della specie Trichoncus sordidus Simon, 1884.
11. Meioneta hamburgensis (Bösenberg, 1902); trasferita dal genere Microneta Menge, 1869, e posta in sinonimia con Meioneta saxatilis (Blackwall, 1844) a seguito di un lavoro di Miller del 1947 quando era ascritta all'ex-genere Aprolagus.
12. Meioneta inexpedibilis (O. P.-Cambridge, 1872); trasferita dal genere Microneta e posta in sinonimia con Meioneta fuscipalpus (C. L. Koch, 1836) a seguito di uno studio di Bosmans (1994a).
13. Meioneta inornata (Banks, 1892); trasferita dal genere Bathyphantes Menge, 1866, e posta in sinonimia con Meioneta angulata (Emerton, 1882) a seguito di uno studio dell'aracnologo Ivie del 1969.
14. Meioneta levinseni (Sørensen, 1898); posta in sinonimia con Meioneta nigripes (Simon, 1884) a seguito di un lavoro degli aracnologi Saaristo & Koponen del 1998.
15. Meioneta minutissima (Banks, 1892); trasferita dal genere Microneta e posta in sinonimia con Meioneta angulata (Emerton, 1882) a seguito di uno studio di van Helsdingen (1973c).
16. Meioneta montana (Kulczynski, 1898); trasferita dal genere Sintula Simon, 1884, e posta in sinonimia con Meioneta saxatilis (Blackwall, 1844) a seguito di uno studio di Miller del 1947, quando gli esemplari appartenevano all'ex-genere Aprolagus e dopo analoghe considerazioni espresse da Kulczynski in un lavoro del 1915.
17. Meioneta olivena (Barrows, 1940); posta in sinonimia con Meioneta angulata (Emerton, 1882) a seguito di un lavoro di van Helsdingen (1973c).
18. Meioneta pallescens (Banks, 1910); trasferita dal genere Bathyphantes, quando aveva la denominazione di B. pallida Banks, 1892 e posta in sinonimia con Meioneta angulata (Emerton, 1882) a seguito di uno studio di Kaston (1945b).
19. Meioneta parasaxatilis (Marusik, Hippa & Koponen, 1996); posta in sinonimia con Meioneta pseudosaxatilis (Tanasevitch, 1984) a seguito di un lavoro di Tanasevitch (2011c), effettuato quando apparteneva al genere Agyneta Hull, 1911.
20. Meioneta tumoa (Chamberlin & Ivie, 1933); posta in sinonimia con Meioneta simplex (Emerton, 1926) a seguito di un lavoro di Saaristo & Koponen del 1998, quando apparteneva al genere Agyneta.
21. Meioneta yakutsaxatilis (Marusik & Koponen, 2002); posta in sinonimia con Meioneta amersaxatilis (Saaristo & Koponen, 1998) a seguito di un lavoro di Tanasevitch (2010e).
22. Meioneta zonaria (Keyserling, 1886), trasferita dal genere Bathyphantes e posta in sinonimia con Meioneta micaria (Emerton, 1882) a seguito di un lavoro di Kaston del 1948.

### Nomen nudum
- Gnathantes fusca Chamberlin, 1949; non è stato possibile recuperare questi esemplari descritti da Chamberlin, allo stato questa denominazione è un nomen nudum[1].

### Omonimie ridenominate
- Meioneta parva Locket & Russell-Smith, 1980; ridenominazione effettuata su esemplari che in prima descrizione erano stati nominati Bathyphantes parva Banks, 1896 secondo un lavoro dell'aracnologo Ivie del 1969. A seguito di un lavoro di Russell-Smith del 1992, sono stati ulteriormente ridenominati come Meioneta exigua Russell-Smith, 1992[1].

### Nomina dubia
- Meioneta lugubris (Blackwall, 1834b); esemplare maschile, reperito in Europa, a seguito del lavoro di Wunderlich (1973b), è da ritenersi nomen dubium[1].
- Meioneta rurestris ovata (C. L. Koch, 1833); esemplari maschili e femminili, rinvenuti in Europa e descritti come sottospecie da C. L. Koch; a seguito di un lavoro di Mikhailov del 1996, sono da ritenersi nomina dubia. Da confrontare, al riguardo, un lavoro di Miller del 1947 non propenso a questa ipotesi[1].
- Meioneta tenera (Menge, 1869); esemplare maschile, reperito in Germania e originariamente ascritto all'ex-genere Micryphantes, trasferito in questo genere da Simon in un suo lavoro (1884a), a seguito dello studio di Wunderlich (1973b) è da ritenersi nomen dubium[1].